# Juan Carlos Domínguez
Juan Carlos Domínguez Domínguez (Íscar, 13 aprile 1971) è un ex ciclista su strada spagnolo, professionista dal 1995 al 2006.

## Carriera
Buon passista ed adatto alle corse a cronometro, passò professionista nella spagnola Kelme nel 1995. In carriera raccolse numerosi successi nelle corse a tappe di meno di una settimana, ottenendo gran parte delle sue vittorie in Spagna, con l'eccezione importante del prologo del Giro d'Italia 2002.
Si ritirò alla fine della stagione 2006 a causa di una brutta caduta al Circuit de la Sarthe che gli provocò la rottura della clavicola, e del divieto di partecipazione all'Eneco Tour per i livelli di ematocrito troppo elevati. Per la stessa ragione era stato escluso già alla Vuelta a España 1998.

## Palmarès
- 1994

Gran Premio Capodarco
Classifica generale Vuelta a Vizcaya
- 1997

Classifica generale Volta a la Comunitat Valenciana
5ª tappa Vuelta a Murcia (cronometro)
Classifica generale Vuelta a Murcia
5ª tappa, 2ª semitappa Setmana Catalana (cronometro)
Classifica generale Setmana Catalana
- 1998

Clásica de Alcobendas
3ª tappa Vuelta a La Rioja
- 1999

3ª tappa Vuelta a Aragón
Classifica generale Vuelta a Aragón
3ª tappa Vuelta a La Rioja (cronometro)
Classifica generale Vuelta a La Rioja
Clásica de Alcobendas
Classifica generale Vuelta a Asturias
- 2001

3ª tappa Vuelta a Aragón
Classifica generale Vuelta a Aragón
3ª tappa, 2ª semitappa Vuelta a Asturias (cronometro)
Classifica generale Vuelta a Asturias
Classifica generale Euskal Bizikleta
- 2002

2ª tappa, 2ª semitappa Setmana Catalana (cronometro)
Prologo Giro d'Italia (Groninga, cronometro)
- 2003

4ª tappa Tour de Picardie (cronometro)
- 2004

3ª tappa Vuelta a Andalucía
Classifica generale Vuelta a Andalucía
- 2005

4ª tappa Vuelta a Burgos
Classifica generale Vuelta a Burgos

## Piazzamenti

### Grandi Giri
- Giro d'Italia

1996: fuori tempo (13ª tappa)
1997: ritirato (9ª tappa)
1998: 45º
2000: ritirato (8ª tappa)
2002: 75º
2004: non partito (8ª tappa)
- Vuelta a España

1995: 65º
1996: 72º
1997: 18º
1998: non partito (20ª tappa)
2001: 121º
2002: 93º
2003: ritirato (8ª tappa)
2004: ritirato (12ª tappa)

### Classiche monumento
- Milano-Sanremo

1996: 138º
1997: 73º
2000: 34º
2001: 52º

### Competizioni mondiali
- Campionati del mondo

Lugano 1996 - Cronometro: 7º
San Sebastián 1997 - Cronometro: 10º
- Giochi olimpici

Sydney 2000 - In linea: 71º